# Teatro Fernán Gómez

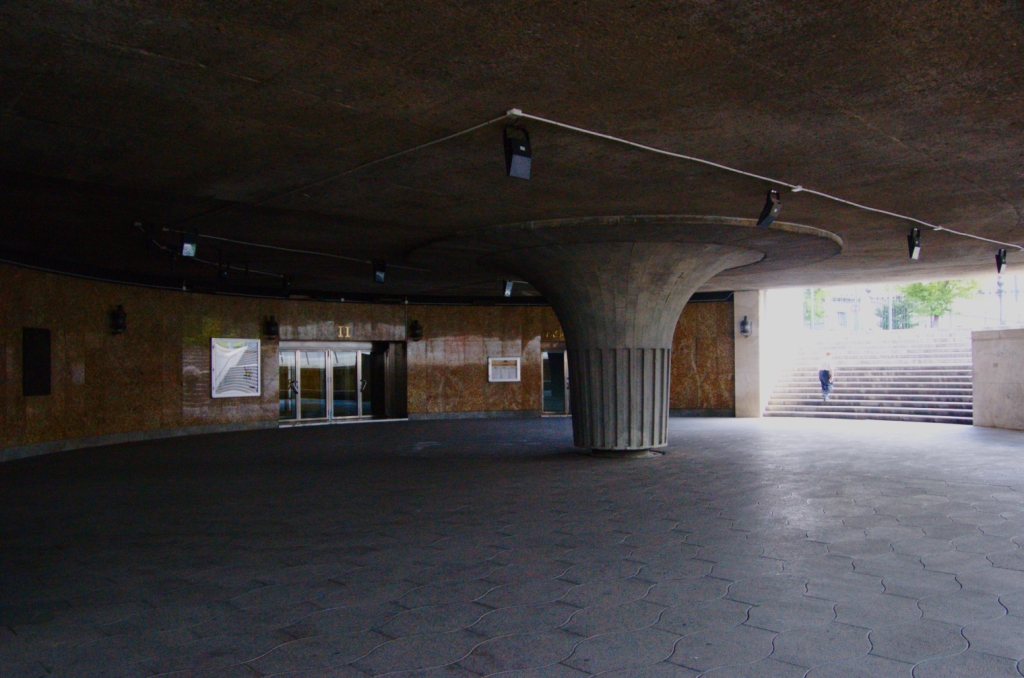
Vestíbulo de entrada del teatro, debajo de la plaza de Colón.

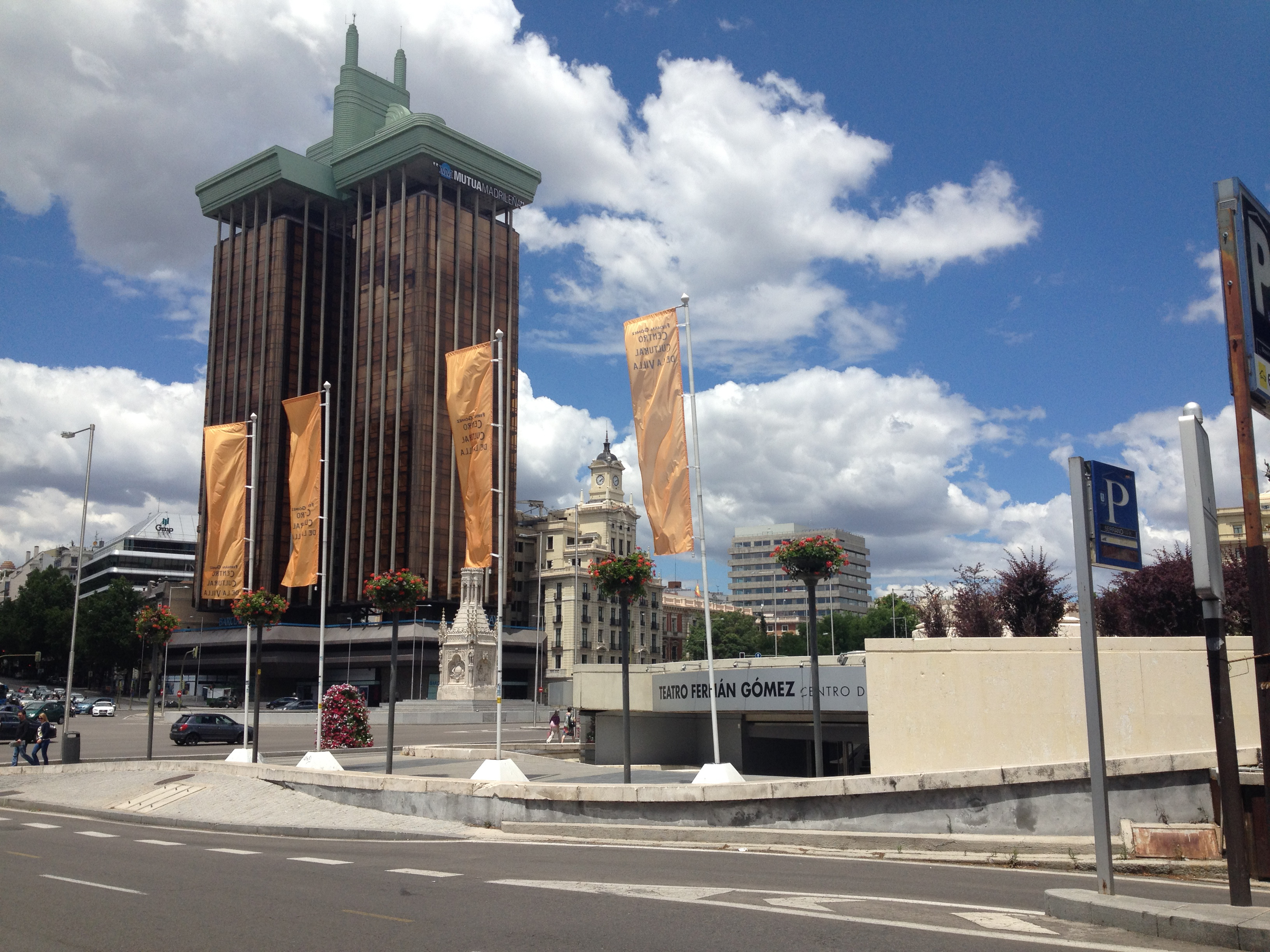
La entrada al Teatro Fernán Gómez en la Plaza de Colón en 2014

La entrada del Teatro en 1999, con su conocida cascada de agua de 72 m de largo que fue suprimida y sustituida por una cortina de plástico.

El Fernán Gómez Centro Cultural de la Villa (anteriormente denominado Centro Cultural de la Villa de Madrid, y luego Teatro Fernán Gómez-Centro de Arte) es un teatro y centro cultural situado en la ciudad de Madrid en España.

## Historia
Ubicado en la Plaza de Colón en un subterráneo bajo los Jardines del Descubrimiento, fue inaugurado el 15 de mayo de 1977. El primer espectáculo representado sobre los escenarios del centro fue el denominado Primer festival Folklórico Hispanoamericano. El 12 de noviembre acogió el 6.º Festival de la OTI. Desde ese primer año inaugural, se combinaron en el programa tanto obras de teatro de autores clásicos y contemporáneos (El caballero de Olmedo, La malquerida, La venganza de Don Mendo) como ballet, zarzuela, espectáculos infantiles, conciertos y exposiciones.
Desde 2007 el Teatro adoptó el nombre del actor y autor Fernando Fernán Gómez, fallecido ese año, y pasó a denominarse «Teatro Fernán Gómez - Centro de Arte». En septiembre de 2013, el ayuntamiento de Madrid despidió al director del teatro y anunció su intención de privatizar su gestión, lo que provocó protestas del mundo cultural. Después de barajar la posibilidad de llamarlo «Centro Cultural de la Villa - Centro de Arte» y dejar el nombre de Fernán Gómez para una de sus salas, se decidió recuperar su antigua denominación para renombrarlo Centro Cultural de la Villa – Teatro Fernán Gómez. En 2014, el teatro se llama «Fernán Gómez Centro Cultural de la Villa».

## Montajes
Algunos de los montajes en el Teatro son los siguientes:
- Los intereses creados (1978), de Jacinto Benavente, con José María Rodero y Elvira Quintillá.
- Angelina o el honor de un brigadier (1978), de Enrique Jardiel Poncela, con Antonio Garisa y Gemma Cuervo.
- El alcalde de Zalamea (1979), de Calderón de la Barca, con Fernando Fernán Gómez.
- La señorita de Trevélez (1979), de Carlos Arniches, con Irene Gutiérrez Caba.
- El sueño de una noche de verano (1980), de William Shakespeare, con Concha Goyanes e Imanol Arias.
- La molinera de Arcos (1980), de Alejandro Casona, con Luis Escobar y José Sancho.
- El gran teatro del mundo (1981), de Calderón de la Barca, con Emma Cohen.
- Las galas del difunto (1987), de Ramón María del Valle-Inclán, con Antonio Dechent.
- Abejas en diciembre (1987), de Alan Ayckbourn, con Irene Gutiérrez Caba y Manuel Galiana.
- El rayo (1990), de Pedro Muñoz Seca, con Julia Trujillo.
- El señor de las patrañas (1990), de Jaime Salom, con Francisco Valladares y Emma Penella.
- Celos del aire (1990), de José López Rubio, con Julia Trujillo y Aurora Redondo.
- Eloísa está debajo de un almendro (1991), de Enrique Jardiel Poncela, con Fernando Delgado y María Kosty.
- Madrugada (2001), de Antonio Buero Vallejo, con Manuel de Blas y Kiti Manver.
- Madre amantísima (2003), de Rafael Mendizábal, con Manuel Gallardo.
- La casa de Bernarda Alba (2005), de Federico García Lorca, con Margarita Lozano y María Galiana.
- Casa de muñecas (2011), de Henrik Ibsen, con Silvia Marsó y Roberto Álvarez.

## Estructura
El Teatro cuenta con tres salas. La principal, denominada, Sala Guirau, con aforo para 682 personas. La denominada Sala Jardiel Poncela, con capacidad para hasta 175 personas y finalmente la sala de exposiciones.

## Otros usos
Además de sala de exposiciones y sala de conciertos, en el Teatro Fernán Gómez, se han ubicado las capillas ardientes de algunos de los más célebres artistas españoles de los siglos XX y XXI, como Lola Flores (1995), Rocío Jurado (2006), o Tony Leblanc (2012).